# Sterrhoptilus
Sterrhoptilus es un género de aves paseriformes perteneciente a la familia Zosteropidae. Sus tres miembros, que habitan en Filipinas, anteriormente se clasificaban en el  género Stachyris.

## Especies
El género contiene tres especies:
- Sterrhoptilus dennistouni - timalí coronidorado;
- Sterrhoptilus nigrocapitatus - timalí coroninegro;
- Sterrhoptilus capitalis - timalí mitrado.